# Helictotrichon longum
Helictotrichon longum là một loài thực vật có hoa trong họ Hòa thảo. Loài này được (Stapf) Schweick. mô tả khoa học đầu tiên năm 1937.